# Gare d'Artsyz
La gare d'Artsyz , (ukrainien : Арциз (станція)) est une gare ferroviaire ukrainienne située entre Odessa et la frontière roumaine, dans l'oblast d'Odessa.

## Situation ferroviaire

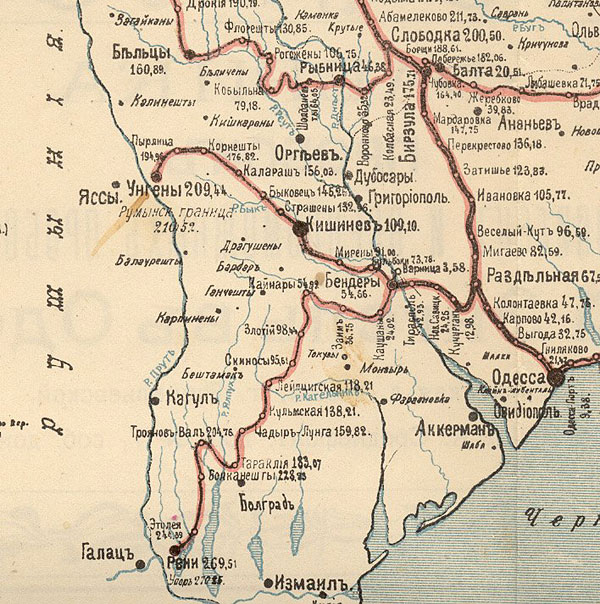
Le réseau en 1899.

Elle est un important nœud ferroviaire de la ligne Odessa-Artsyz ; Artsyz-Izmaïl et Artsyz-Berezyne.

## Histoire
Construite sur fonds privés en 1913, la ligne relie initialement Basarabeasca à Akkerman. La gare est ouverte cette année là avec un dépôt de locomotives. Elle prend de l'importance avec la Première guerre mondiale et le front roumain. En 1921 elle passe sous contrôle roumain et le gabarit devient du 1435 mm. En 1940, l'Union soviétique reprend ce territoire et passe la voie en 1520 mm et le tronçon vers Izmaïl est construit en un temps record.
En 1999, 20 kilomètres de voie vers Basarabeasca sont démantelés en territoire ukrainien et 1,5 kilomètre en territoire moldave.

## Service des voyageurs
Il existe un train sans arrêt vers Kiev par le rapide de nuit Danube et une liaison vers Odessa, le Danube express.